# Riedelella heaneyi
Riedelella heaneyi är en plattmaskart som beskrevs av Timoshkin OA 200. Riedelella heaneyi ingår i släktet Riedelella och familjen Rhynchokarlingiidae. Inga underarter finns listade i Catalogue of Life.